# Jesús Gil Manzano

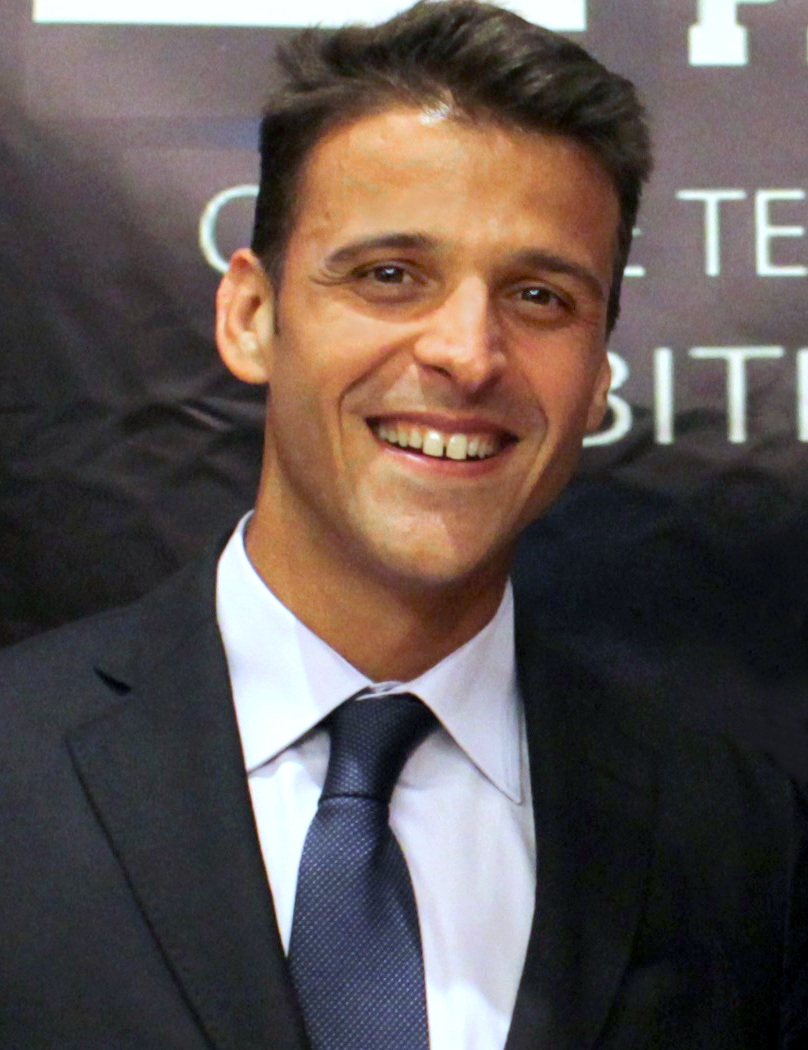
Jesús Gil Manzano am 2. Juni 2017

Jesús Gil Manzano [xeˈsus ˈxil manˈθano] (* 4. Februar 1984 in Don Benito) ist ein spanischer Fußballschiedsrichter.

## Karriere

### Werdegang
Gil Manzano war von der Saison 2006/2007 bis zur Saison 2008/2009 Schiedsrichter in der drittklassigen Segunda División B und von 2008/2009 bis 2011/2012 in der zweitklassigen Segunda División. Am 27. August 2008 gab er mit der Erstrundenpartie CD Toledo gegen FC Granada (3:1; vier gelbe Karten, eine Rote Karte, ein Elfmeter) sein Debüt in der Copa del Rey. Sein Debüt in der erstklassigen Primera División gab er am 25. August 2012 mit der Partie FC Málaga gegen RCD Mallorca (1:1; sechs gelbe Karten, eine rote Karte).
Am 1. Januar 2014 wurde Gil Manzano zum FIFA-Schiedsrichter ernannt, was ihn mit 29 Jahren zum jüngsten spanischen FIFA-Schiedsrichter machte.
Sein Debüt auf internationaler Vereinsebene gab er am 24. Mai 2014 im Rahmen des Erstrundenspiel der Qualifikation zur U-19-Fußball-Europameisterschaft 2014 zwischen der Ukraine und Schottland (0:0), in der es fünf gelbe Karten gab. Sein erstes UEFA-Youth-League-Spiel leitete er am 10. April 2015 zwischen der AS Rom und dem FC Chelsea (0:4; vier gelbe Karten) im Halbfinale der Saison 2014/15. Sein erstes Spiel in der UEFA Champions League leitete er am 27. Juli 2016 in der 3. Runde der Qualifikation zur Saison 2016/17 mit der Partei Fenerbahçe Istanbul gegen AS Monaco (2:1; drei gelbe Karten). Sein erstes UEFA-Europa-League-Spiel leitete er am 15. September 2016 mit dem Spiel Feyenoord Rotterdam gegen Manchester United (1:0; eine gelbe Karte) in der Gruppenphase der Saison 2016/17. Am 10. Februar 2019 leitete er am 20. Spieltag der griechischen Super League das Spitzenspiel zwischen PAOK Thessaloniki und Olympiakos Piräus (3:1; sieben gelbe Karten). Sein erstes Spiel in der Supercopa de España war das Halbfinale zwischen dem FC Valencia und Real Madrid (1:3; eine gelbe Karte, ein Elfmeter) am 8. Januar 2020.
Sein erstes A-Nationalmannschaftsspiel leitete Gil Manzano am 28. März 2016 mit dem Freundschaftsspiel zwischen Liechtenstein und den Färöer-Inseln (2:3; drei gelbe Karten). Am 10. September 2018 leitete er mit dem Gruppenspiel zwischen Schweden und der Türkei sein erstes UEFA-Nations-League-Spiel. Er war Schiedsrichter von einem Gruppen-, einem Achtelfinal- sowie dem Spiel um Platz drei der U-20-Fußball-Weltmeisterschaft 2019. Im Zuge eines Austauschprogrammes zwischen dem südamerikanischen Fußballverband CONMEBOL und der europäischen UEFA wurde Gil Manzano am 21. April 2021 als Hauptschiedsrichters für die Copa América 2021 ausgewählt, wo er zwei Gruppen- und ein Viertelfinalspiel leitete; er war damit der erste europäische Schiedsrichter, der in der Copa América eingesetzt wurde.
Drei Jahre später amtierte er dann bei der Fußball-Europameisterschaft 2024 in Deutschland und leitete dort ein Gruppenspiel, Österreichs Auftaktniederlage gegen Vize-Weltmeister Frankreich.

### Einsätze bei der Copa América 2021
| Phase         | Datum         | Spielort | Heimmannschaft | Gastmannschaft | Ergebnis             |
| ------------- | ------------- | -------- | -------------- | -------------- | -------------------- |
| Gruppenphase  | 18. Juni 2021 | Cuiabá   | Chile          | Bolivien       | 1:0 (1:0)            |
| Gruppenphase  | 23. Juni 2021 | Goiânia  | Ecuador        | Peru           | 2:2 (2:0)            |
| Viertelfinale | 4. Juli 2021  | Brasília | Uruguay        | Kolumbien      | 0:0 n. V.; 2:4 n. E. |

### Einsätze bei der Europameisterschaft 2024
| Phase        | Datum         | Spielort   | Heimmannschaft | Gastmannschaft | Ergebnis  |
| ------------ | ------------- | ---------- | -------------- | -------------- | --------- |
| Gruppenphase | 17. Juni 2024 | Düsseldorf | Österreich     | Frankreich     | 0:1 (0:1) |

## Anmerkung
1. ↑  Neben Gil Manzano als Hauptschiedsrichter wurden von der UEFA Diego Barbero Sevilla und Angel Nevado Rodriguez als Linienrichter sowie Ricardo de Burgos Bengoetxea und José Luis Munuera Montero als Video-Assistenten ausgewählt. Im Gegenzug leiteten Fernando Rapallini und seine Assistenten Juan Pablo Belatti und Diego Bonfá zwei Gruppen- und ein Achtelfinalspiel der Fußball-Europameisterschaft 2021.